# Frost boil

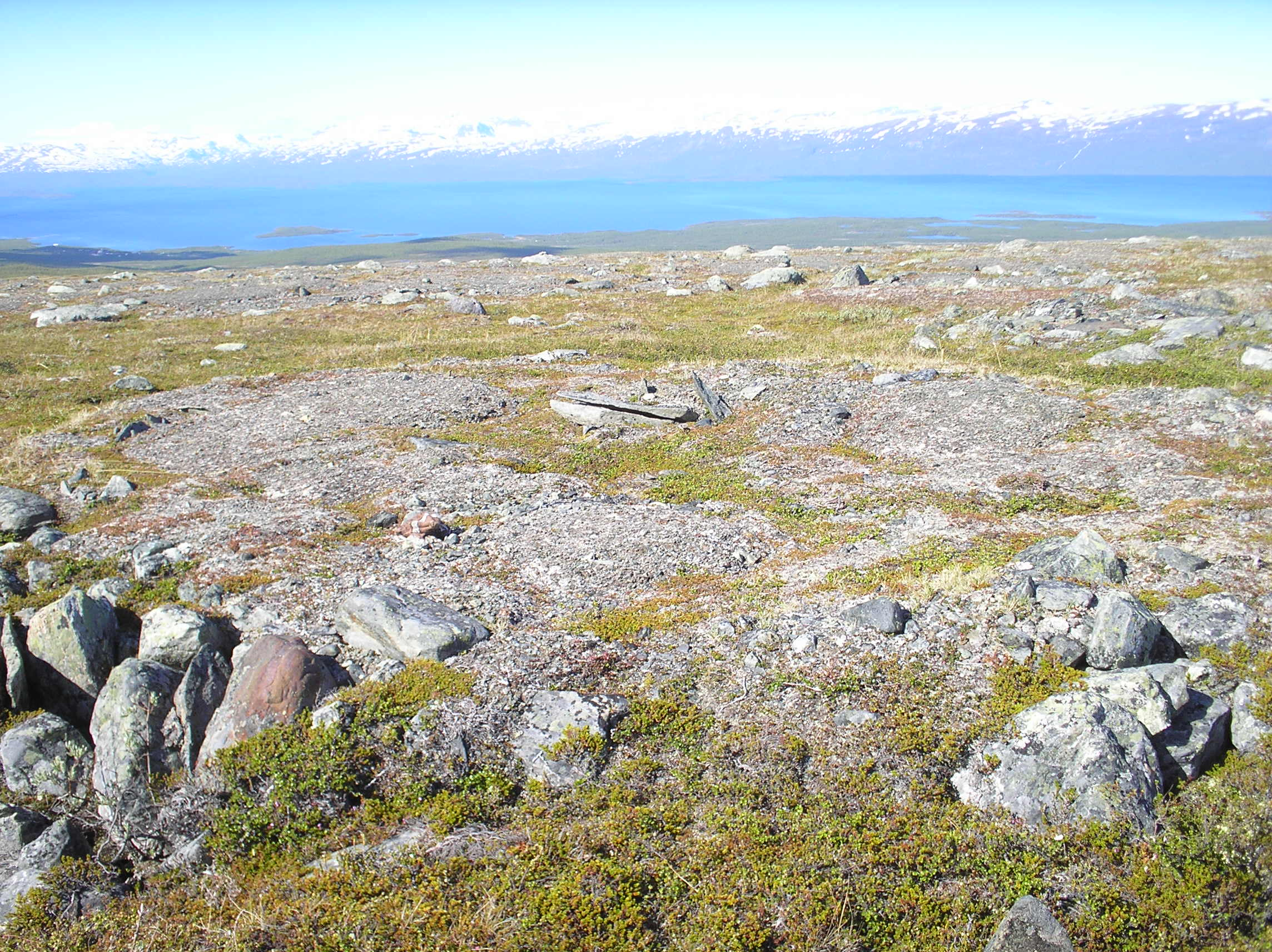
Frost boils próximos a Lapporten, Suécia.

Frost boils (literalmente bolha de gelo) são afloramentos de lama que decorrem dos processos de criosolevamento e crioturbação em regiões de permafrost, tais como o Ártico e os Alpes. Essas formações costumam medir de 1 a 3 metros em diâmetro com uma superfície nua e geralmente circular, sem o anel de pedras delimitante.
Os frost boils costumam ocorrer de forma disseminada e formam terraços se uma série deles surgir em um declive.
Nos declives, os frost boils costumam ser protegidos da erosão por uma fina camada de musgos e líquens, que retêm a resistência da superfície na medida em que os sedimentos deslizam encosta abaixo, formando um lóbulo. Essas formações geológicas eventualmente se estabilizam como um rastro (Van Everdingen, 1998).
Características comuns incluem bolhas em arco, um centro elevado, a formação de uma camada orgânica na borda externa, e a resistência da superfície da bolha à colonização vegetal. 
A drenagem em frost boils difere como resultado do microrelevo ao longo de sua superfície. Em estações aquecidas (verão), o centro elevado do frost boil é moderadamente bem drenado em comparação à depressão mais interna.
A superfície da capa do permafrost também é afetada pela atividade diferenciada ao longo da bolha. A bolha interna é mais ativa e geralmente possui uma profundidade que é o dobro daquela da externa, fazendo com que a superfície da capa do permafrost descreva um arco quase perfeito.